# 伊藤竹里
伊藤 竹里（いとう ちくり、1692年（元禄5年）- 1756年10月4日（宝暦6年9月11日））は、江戸時代中期の儒学者である。名は長準、字は平蔵。

## 経歴・人物
伊藤仁斎の四男として京都に生まれる。若くして異母兄の伊藤東涯から古義学を学び、1723年（享保8年）には久留米藩に出仕した。
後に当時藩主だった有馬則維に仕え、その後継藩主で和算家としても著名な有馬頼徸の侍読にあたって江戸の藩邸で古義学を教える。門下に内田鵜洲らがいた。

## 主な著作物
- 『赤羽漫筆』
- 『枕干小録』